# Malobidion auricome
Malobidion auricome là một loài bọ cánh cứng trong họ Cerambycidae.